# Golijevići
Golijevići su naseljeno mjesto u općini Foči, Republika Srpska, BiH. Godine 1950. upravno su pripojeni Kozjoj Luci (Sl.list NRBiH, br.11/52). U blizini je rijeka Kolina. Do Golijevića vodi lokalna prometnica Hrđavci - Malo Marevo - Veliko Marevo - Golijevići.